# Fifth (album)
Fifth – piąty studyjny album grupy Soft Machine nagrany w listopadzie i grudniu 1971 oraz w lutym 1972 r. i wydany w czerwcu tego samego roku.

## Historia i charakter albumu
Po odejściu Roberta Wyatta zespół potrzebował nowego perkusisty. Pierwszym wyborem był John Marshall. Jednak grał on wówczas w grupie Jacka Bruce’a i nie myślał tego zmieniać. Elton Dean zasugerował perkusistę Phila Howarda, który grał na perkusji w jego grupie Just Us. Reszta muzyków Soft Machine znała go marcowej sesji "In Concert" dla BBC. Hopper z kolei zasugerował amerykańskiego perkusistę Joego Gallivana, który grał z Dizzym Gillespiem i Herbiem Hancockiem. Jednak grupa potrzebowała perkusisty natychmiast na europejskie tournée, które rozpoczynało się 10 września i kończyło 29 października. Wybrano więc Howarda.
W listopadzie 1971 r. zespół dał dziesięć koncertów, z tego dziewięć w Wielkiej Brytanii i jeden w gmachu Filharmonii Berlińskiej podczas "Berlińskich Dni Jazzowych" w koncercie "New Violin Summit". Grupa towarzyszyła skrzypkowi Donowi Sugarcane’owi Harrisowi.
Pierwsza sesja nagraniowa do nowego albumu została wciśnięta pomiędzy koncert na Uniwersytecie Edynburskim (20.11) i koncert w "City Hall" w Newcastle (25.11). W czasie tych sesji nagrano trzy utwory: dwie kompozycje Mike’a Ratledge’a "All White", "Drop" i jedną kompozycję Hugh Hoppera "M.C.".
Po obu turach koncertowych i pierwszej sesji nagraniowej okazało się, że Howard nie pasował do stylu gry Ratledge’a i Hoppera, chociaż bardzo odpowiadał Deanowi. W zespole istniały więc jakby dwa duety. Ponownie zwrócono się do Marshalla, który po nagraniu z Bruce’em albumu Harmony Row i rozwiązaniu przez niego zespołu, nie miał już żadnych zobowiązań.
W lutym odbyły się ostatnie sesje do albumu.
Strona pierwsza gotowego albumu składała się z trzech nagrań dokonanych z Philem Howardem. Strona druga – zawierała cztery kompozycje nagrane z Johnem Marshallem. W efekcie płyta nie była zbyt spójna i miała nieco "schizofreniczny charakter". Innym charakterystycznym elementem albumu jest brak towarzyszącej Eltonowi Deanowi sekcji instrumentów dętych.
- "All White" rozpoczyna się preludium na Deana saxello i głębokim basem granym przez Hoppera. Główna część kompozycji to freejazowe solo Deana także na saxello. Gra Ratledga na pianinie jest raczej wycofana i bardzo podstawowa. Napędową siłą utworu jest typowa perkusja Howarda, bardzo gęsta, z akcentami na talerzach i tom tomie.

- "Drop" otwiera się trzyminutowym fortepianowo-organowym wstępem Ratledge’a, przypominającym nieco "Out-Bloody-Rageous". Tłem kompozycji jest rzadko kapiąca woda; wykorzystano tu efekt pogłosu. Linia basowa Hoppera jest improwizowana.

- "M.C." jest dość nietypową kompozycją Hoppera. Rozpoczyna się improwizowaną partią na elektrycznym pianinie, saxello i granej miotełkami perkusji. W głównej partii utworu muzyka zagęszcza się.

- "As If" jest najdłuższą kompozycją albumu i składa się dwu wyraźnie różniących się części. Pierwsza część jest ukształtowana przez improwizowaną partię saksofonu altowego Deana graną nad partą fortepianową i figurami gitary basowej Hoppera – w rytmie 11/4. Część druga jest właściwie zdominowana przez kontrabas Roya Babbingtona. Wszystko trzyma się razem dzięki raczej jazzowej bopowej perkusji Marshalla, który używa tu czyneli i hi hata.

- "L.B.O." (czyli "elbow") jest pierwszą kompozycją Marshalla. Nie ma ona żadnych cech stylu Soft Machine. Marshall zagrał utwór na swoim zestawie perkusyjnym "Rogersa": 20-calowym bębnie basowym, dwóch tom tomach, werblu i talerzach Paiste.

- "Pigling Bland" jest kompozycją najbardziej zbliżoną do wcześniejszych utworów zespołu. Głównym instrumentem jest saksofon Deana na tle elektrycznego pianina Ratledge’a. W utworze mocno wykorzystuje się efekt pogłosu. Jednak kompozycja ta nie ma dźwiękowej i strukturalnej złożoności wczesnych prac Soft Machine.

- "Bones" prowadzony jest przez charakterystyczne organy (Lowrey) Ratledge’a. Towarzyszą im flet (Deana?) i stwarzające przestrzeń talerze perkusji Marshalla.

Był to już właściwie całkowicie jazzowy album Soft Machine. Po jego wydaniu porzuciła ich większa część fanów. Grupa zmieniła całkowicie styl jak i brzmienie. Nie było już w jej muzyce nic z rocka, nic z rocka psychodelicznego, nic z rocka progresywnego, nic z dawnych szalonych nieraz pomysłów, nic z rytmów typu 11/8 i nic poczucia humoru (Wyatt).
Przez styczeń, luty i marzec 1972 zespół wypoczywał. 15 kwietnia koncertem w "Palaghiaccio" w Bolzano we Włoszech grupa rozpoczęła tournée po Włoszech (kwiecień) i Francji (maj).

## Muzycy
- Mike Ratledge – organy, elektryczne pianino
- Hugh Hopper – gitara basowa
- Elton Dean – saksofon altowy, saxello, elektryczne pianino
- Phil Howard – perkusja (1-3)

Dodatkowi muzycy
- Roy Babbington – kontrabas (4, 5, 6, 7)

## Spis utworów
Strona pierwsza1, 2, 3
Strona druga4, 5, 6, 7
| 1. | All White (Ratledge)     | 6:07  |
|    |                          |       |
| 2. | Drop (Ratledge)          | 7:42  |
|    |                          |       |
| 3. | M.C. (Hopper)            | 4:57  |
|    |                          |       |
| 4. | As If (Ratledge)         | 8:02  |
|    |                          |       |
| 5. | L.B.O. (Marshall)        | 1:54  |
|    |                          |       |
| 6. | Pigling Bland (Ratledge) | 4:24  |
|    |                          |       |
| 7. | Bone (Dean)              | 3:27  |
|    |                          |       |
|    |                          | 36:33 |
|    |                          |       |

## Opis płyty
- Producent – Soft Machine
- Producent wykonawczy – Sean Murphy
- Inżynier – Gary Martin
- Data nagrania – 22 listopada – 24 listopada, 6 grudnia – 8 grudnia 1971, 21 lutego – 25 lutego 1972
- Miejsce/studio – Advision Studios, Londyn
- Czas nagrania – 35:13
- Firma nagraniowa – CBS WB, Columbia USA
- Numer katalogowy:
  - USA LP – Columbia KC 31604 (1972)
  - WB LP – CBS 64806 (1972)
- Data wydania – 23 czerwca 1972

Inne wydania
USA CD – Epic/Sony ESCA 5418 (1991); CD – One Way Records 26227 (1995)